# Елхами Нимани
Елхами Нимани (Ђаковица, 1917 — 1998), учесник Народноослободилачке борбе, друштвено-политички радник и амбасадор СФРЈ.

## Биографија
Рођен је 1917. године у Ђаковици. Завршио је 1939. године, учитељску школу у Елбасану, пре рата је био учитељ ванредно студирао на Економском факултету. Био је члан Комунистичке партије Југославије и учесник НОБ-а од 1941. године. За време рата био је политички комесар одреда и батаљона и секретар политичког одељења бригаде. 
После рата био је на разним дужностима у Аутономној Косовско-метохијској области, а потом генерални директор рудника „Трепча” и предузећа „Југодрво”, помоћник министра рударства у Влади НР Србије, подсекретар у Извршном већу СР Србије, саветник за техничку помоћ у Министарству националне економије Алжира. 
Носилац је Партизанске споменице 1941. и више југословенких одликовања.